# 武氏玉黃
武氏玉黃，又作武氏玉禮（越南语：／，?—?），越南鄭阮紛爭時期鄭主鄭柞的王妃。
武氏玉黃是錦江县石磊社人，是洪仁公的女兒，外貫青池縣青池社。武氏玉黃鄭為鄭柞生下兒子鄭根。某年九月二十二日，武氏玉黃去世，諡慈佑，葬于黃杯社。